# Piz Bernina
Der Piz Bernina ist der einzige Viertausender der Ostalpen und der höchste Berg des Kantons Graubünden in der Schweiz. Die Landeskarte der Schweiz gibt seine Höhe mit 4048 m ü. M. an. Der Piz Bernina gehört wie seine Nachbarn Piz Palü, Piz Roseg und Bellavista zur Berninagruppe oder einfach der Bernina. Knapp 200 Meter südlich des Gipfels verläuft die Grenze zwischen Italien und der Schweiz. Durch seine Dominanz bietet der Piz Bernina in allen Richtungen eine aussergewöhnliche Fernsicht und ist selbst von unzähligen Gipfeln sichtbar. Wegen des auffälligen Biancograts ist er zudem leicht zu identifizieren. Der am weitesten entfernte sichtbare Punkt (43° 45′ 49,8″ N, 12° 16′ 30,8″ O) vom Piz Bernina befindet sich auf einem Grat zwischen den italienischen Regionen Emilia-Romagna und Toskana, 41 km südwestlich von Rimini und ist 349 km entfernt.

## Geographie
Der Berg besteht aus drei Gipfeln, deren mittlerer der höchste ist. Etwas niedriger und kaum vom Hauptgipfel abgesetzt ist der Südgipfel Spalla (La Spedla, 4018 m). Über dessen Südwest- und Südostgrat verläuft die Staatsgrenze. Der Hauptgipfel liegt also – auch wenn dies von italienischer Seite oft anders dargestellt wird – ganz auf Schweizer Gebiet. Nördlich des Hauptgipfels steht jenseits der markanten Berninascharte der Nordgipfel (Pizzo Bianco bzw. rätoromanisch Piz Alvⓘ). Der Nordgipfel ist Endpunkt des firnigen Teils des Nordgrats (Biancograt, romanisch: Crast' Alva). Letzterer gilt oft als der schönste Eisgrat der Alpen. Die Erstbefahrung des Biancograts erfolgte durch Heini Holzer im Jahr 1973.
Der Piz Bernina ist im Südwesten über die Scerscen-Scharte mit dem 3970 m hohen Piz Scerscen verbunden. Im Südosten ist er durch die vergletscherte Fuorcla Crast' Agüzza (3581 m) von der Crast’ Agüzza (3870 m) getrennt. Im Norden endet der Biancograt in der Fuorcla Prievlusa (3427 m), hinter der der Kamm wieder bis zum Piz Morteratsch (3751 m) ansteigt. 
Auf der Nordseite des Berges befinden sich mit dem Morteratsch- und Tschiervagletscher zwei grosse Gletscher, die beide über Flaz und Inn zur Donau entwässern. Der Piz Bernina ist höchster Punkt im Einzugsgebiet der Donau. Auf der Südseite befindet sich auf italienischem Gebiet mit dem Vedretta di Scerscen Superiore ein weiterer grösserer Gletscher. Dieser entwässert durch das Val Scerscen via Lanterna und Mallero zur Adda, so dass über den Berg die europäische Wasserscheide zwischen dem Schwarzen Meer und dem Mittelmeer (Adria) verläuft.

## Tourismus

### Alpine Stützpunkte
Schweiz
Unterkünfte auf Schweizer Seite sind die beiden Alpenvereinshütten des SAC Chamanna da Tschierva (2583 m) im Rosegtal und Chamanna da Boval (2495 m) im Morteratschtal. Die Chamanna da Tschierva ist Ausgangspunkt für die Besteigung der Bernina über den Biancograt.
Italien
Auf der italienischen Seite erfolgt der übliche Aufstieg über das Rifugio Carate Brianza (2662 m s.l.m.) und das Rifugio Marinelli (2813 m s.l.m.). Ferner befindet sich dort oberhalb des Oberen Scerscen-Gletschers am Fusse des Spallagrats ein vorgeschobener, nur mit Gletscherausrüstung zugänglicher Stützpunkt auf 3609 m s.l.m., das Rifugio Marco e Rosa De Marchi des CAI.

### Talorte
Talorte sind Pontresina – auf der Nordseite – und Chiesa in Valmalenco sowie Lanzada – auf der Südseite.

## Entstehung und Verwendung des Namens
Der Name eignete ursprünglich nur dem Gebiet bei der Passherberge; auf die höchste Spitze der Umgebung wurde er durch den Erstbesteiger Johann Wilhelm Coaz übertragen. Auszugehen ist von einem Besitzer der Herberge, bzw. der älteren Alp, namens Bernin entsprechend dem italienischen Personennamen Bernini.
Die Schweizer Fluggesellschaft Edelweiss Air taufte am 27. März 2025 ihren ersten A350-900 auf den Namen «Piz Bernina».

## Erstbesteigung

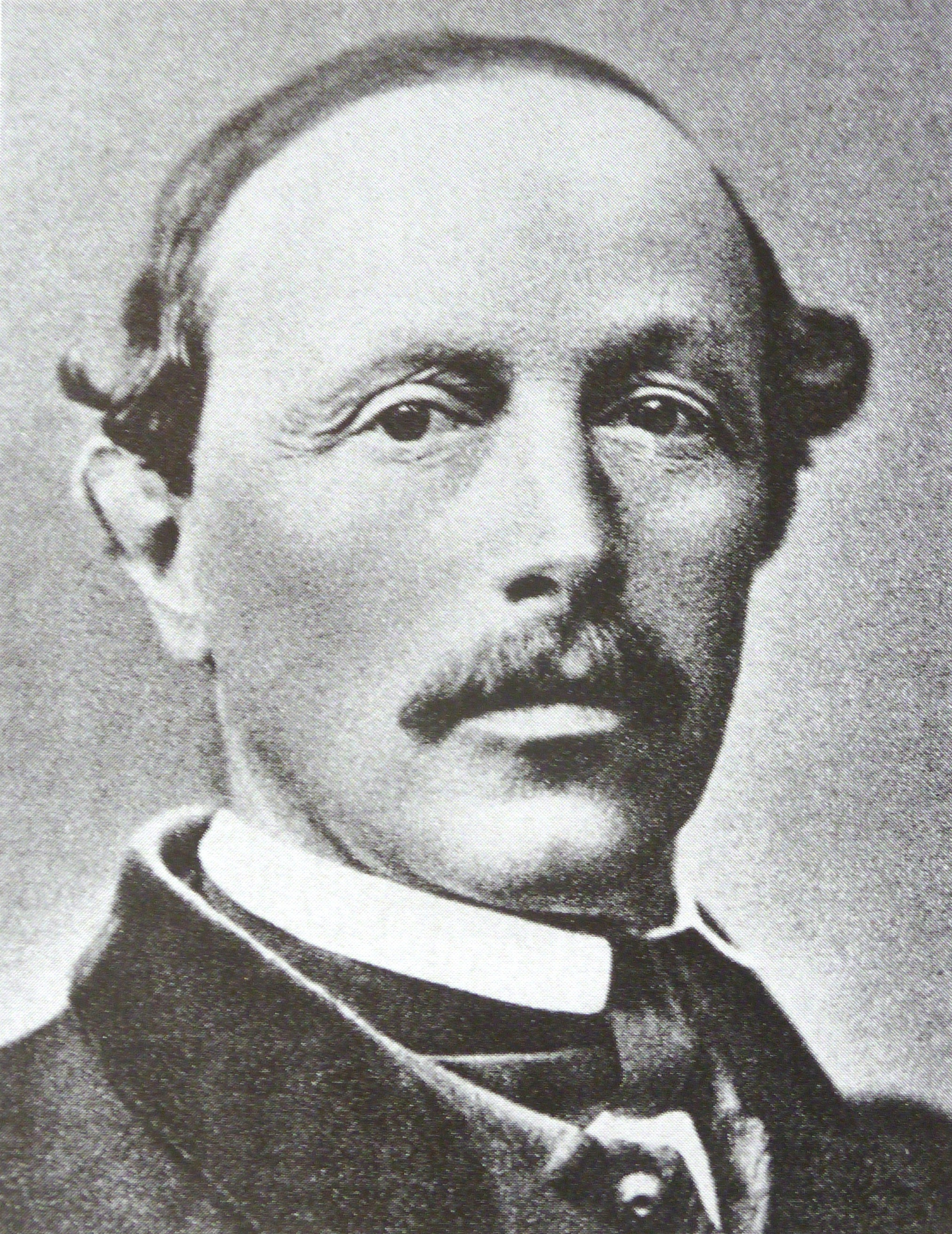
Erstbesteiger Johann Wilhelm Coaz

1850 erhielt der Vermesser Johann Wilhelm Coaz (1822–1918) aus S-chanf, Vermesser im Dienste Dufours vom Schweizerischen Amt für Landestopografie, den Auftrag, den damals noch namenlosen Gipfel zu vermessen. Am 13. September 1850 begann Coaz die Besteigung vom Gasthof «Bernina Häuser» aus, zusammen mit den beiden Messgehilfen und Führern Jon und Lorenz Ragut Tscharner aus dem Domleschg. Ausgerüstet waren sie mit genagelten Schuhen, einem Hanfseil, Kopftüchern gegen die Sonnenbestrahlung und langen Stecken, um Spalten zu sondieren. Über den Morteratschgletscher erreichten sie dessen Labyrinth genannten spaltenreichen Teil, den sie unter grossen Schwierigkeiten durchquerten. Über die Südseite gelangten sie zum Ostgrat, vermutlich oberhalb des Sass dal Pos (3256 m). Um 18 Uhr erreichten alle drei den Gipfel, pflanzten die Schweizer Fahne auf und legten eine Flasche mit ein paar Bündner Münzen und einem Zettel mit ihren Namen in eine Vertiefung.
Der Abstieg erfolgte unter grossen Mühen über dieselbe Route. Gemäss der Routenbeschreibung von Coaz erbarmte sich ihrer der gütige Mond, so dass sie nachts um 2 Uhr, 20 Stunden nach dem Aufbruch, wohlbehalten wieder im Gasthaus Bernina ankamen.

## Routen
Die einfachste Route führt vom Rifugio Marco e Rosa über den Spallagrat auf den Berninagipfel (Firn- und Felsgrat, Schwierigkeiten im Fels bis UIAA II). Eine weitere Möglichkeit bietet der vielbegangene Biancograt, eine kombinierte Kletterroute über die markante Firnschneide des Nordgrates (Eis bis 50°, am Übergang zum Gipfel UIAA III). Weit anspruchsvollere Routen führen durch die felsige Westflanke. Die bekannteste ist wohl jene, die von Patrick Gabarrou und Tobias Heymann am 17. August 1993 zum ersten Mal begangen wurde. Diese Route wird mit SS+ bewertet. Zudem führt eine ausserordentlich lange Gratroute im Schwierigkeitsgrad ZS+ von der Porta da Roseg auf die Spalla. Diese begingen Paul Güßfeldt, Emile Rey und J.B. Aymonod am 22. September 1887 als erste. Im Winter ist zudem eine Besteigung im Rahmen einer anspruchsvollen Skihochtour mit Ausgangspunkt Berghaus Diavolezza möglich.

## Bilder

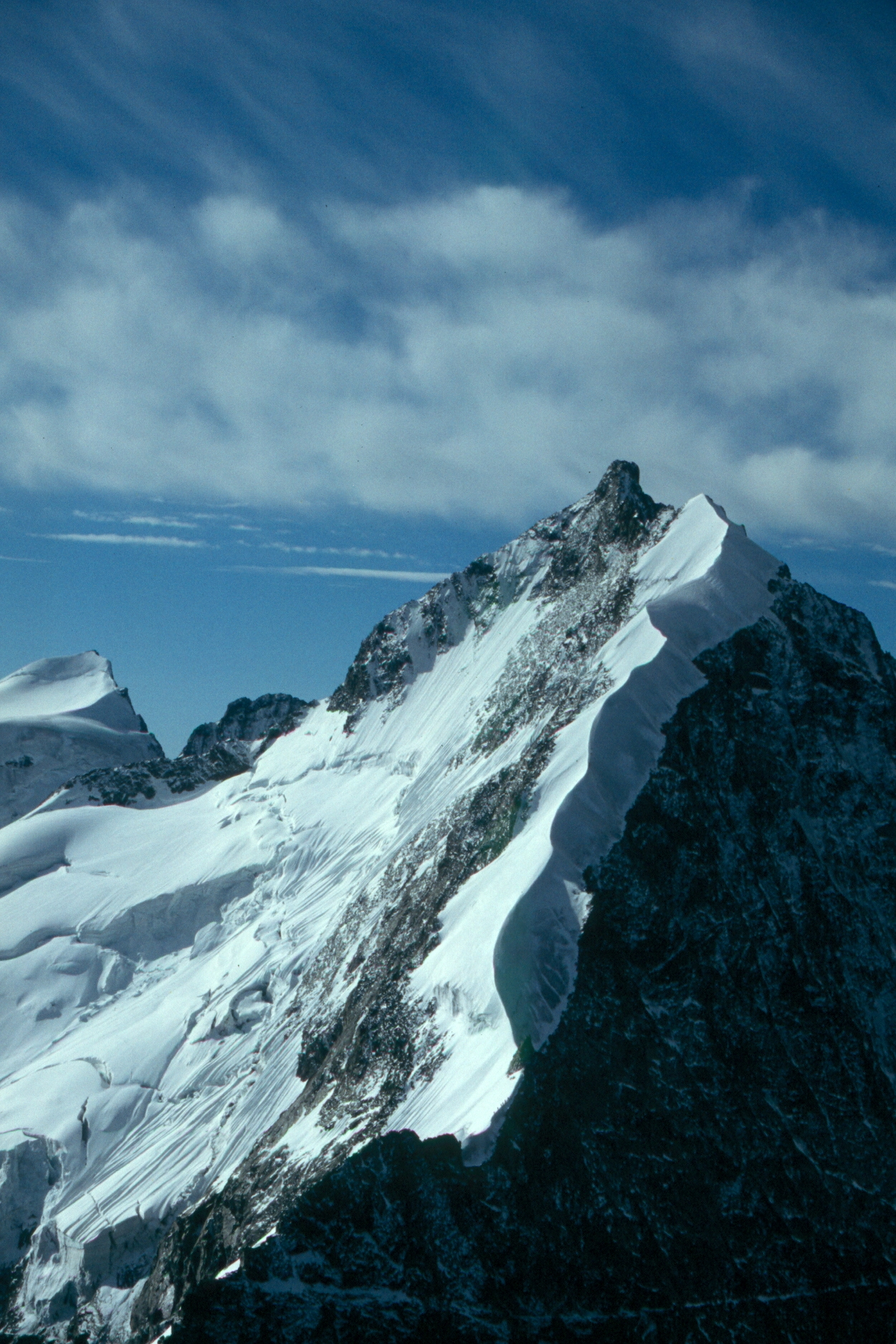
Biancograt
Piz Bernina, historisches Luftbild von Werner Friedli (1954)
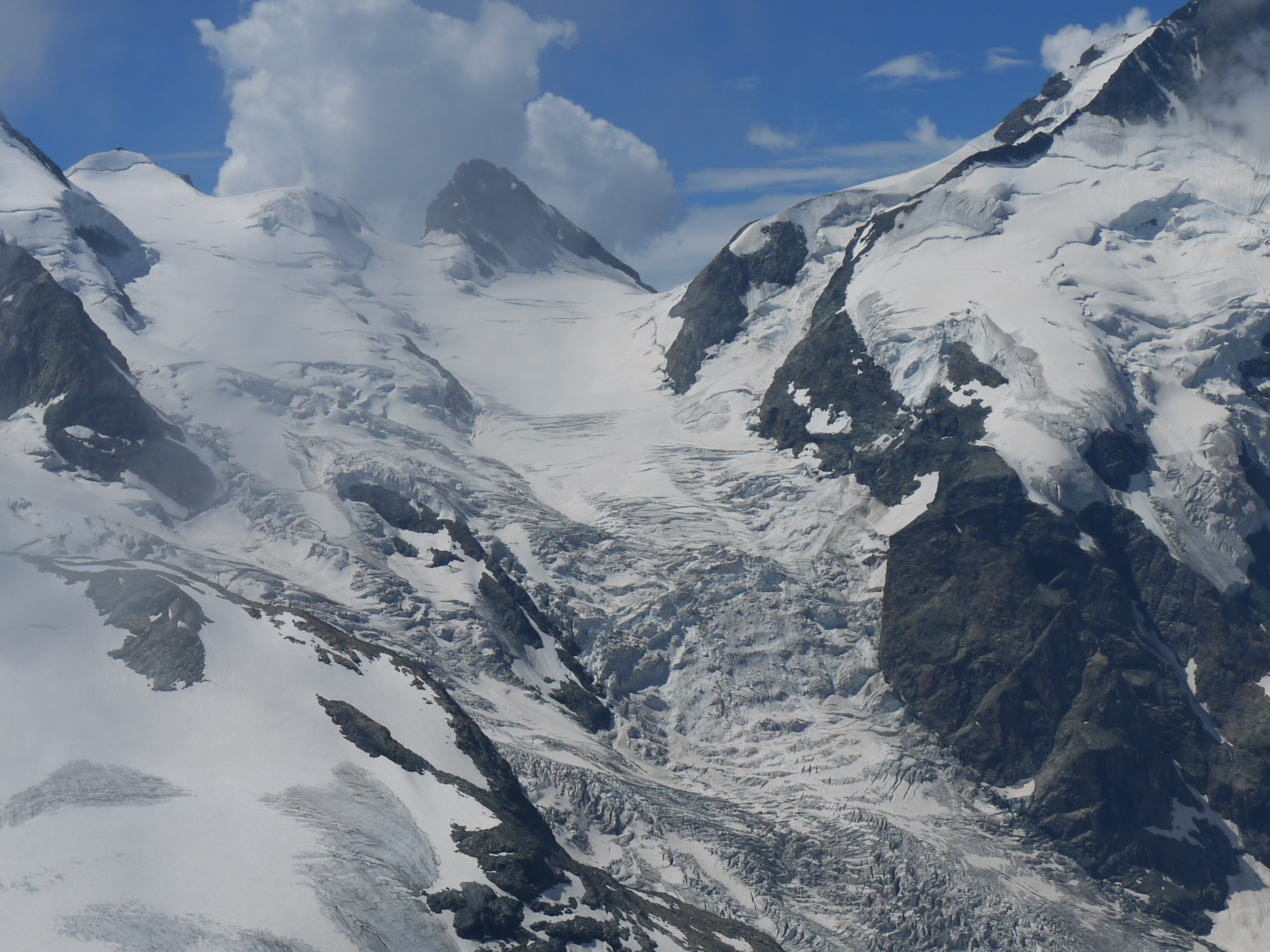
Nordflanke mit Morteratschgletscher
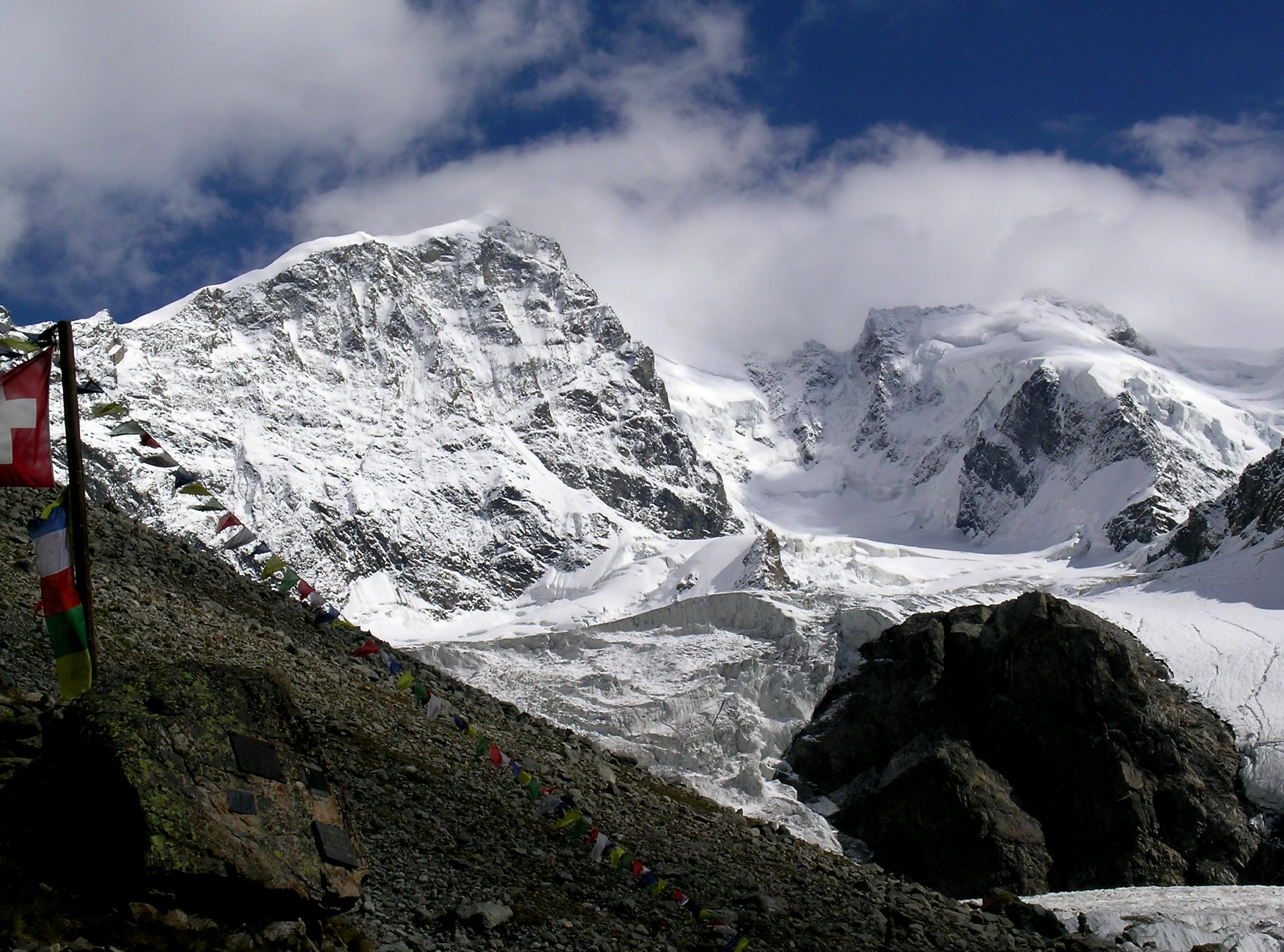
Blick von Westen (Tschiervahütte)
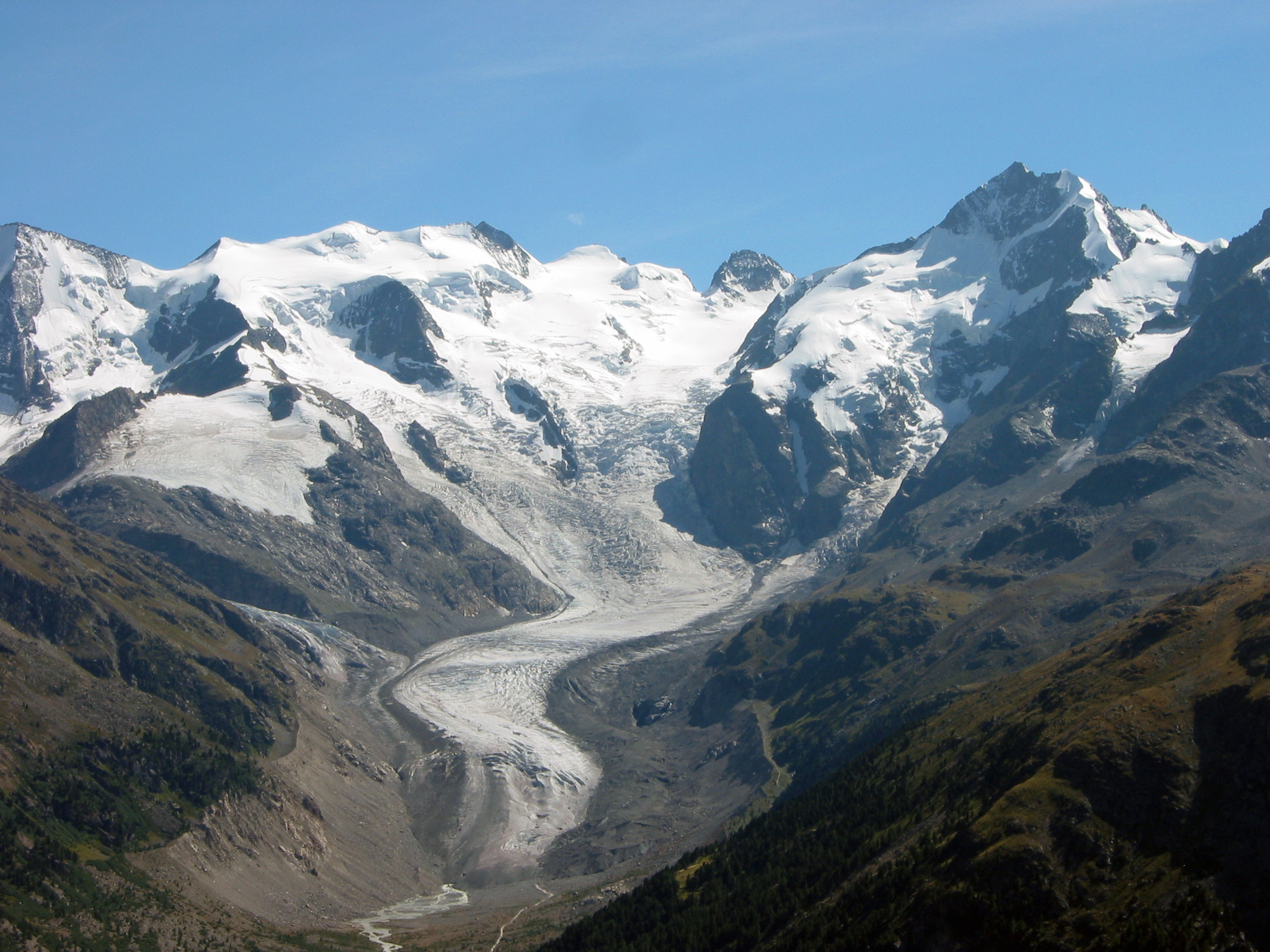
Berninamassiv und Morteratschgletscher
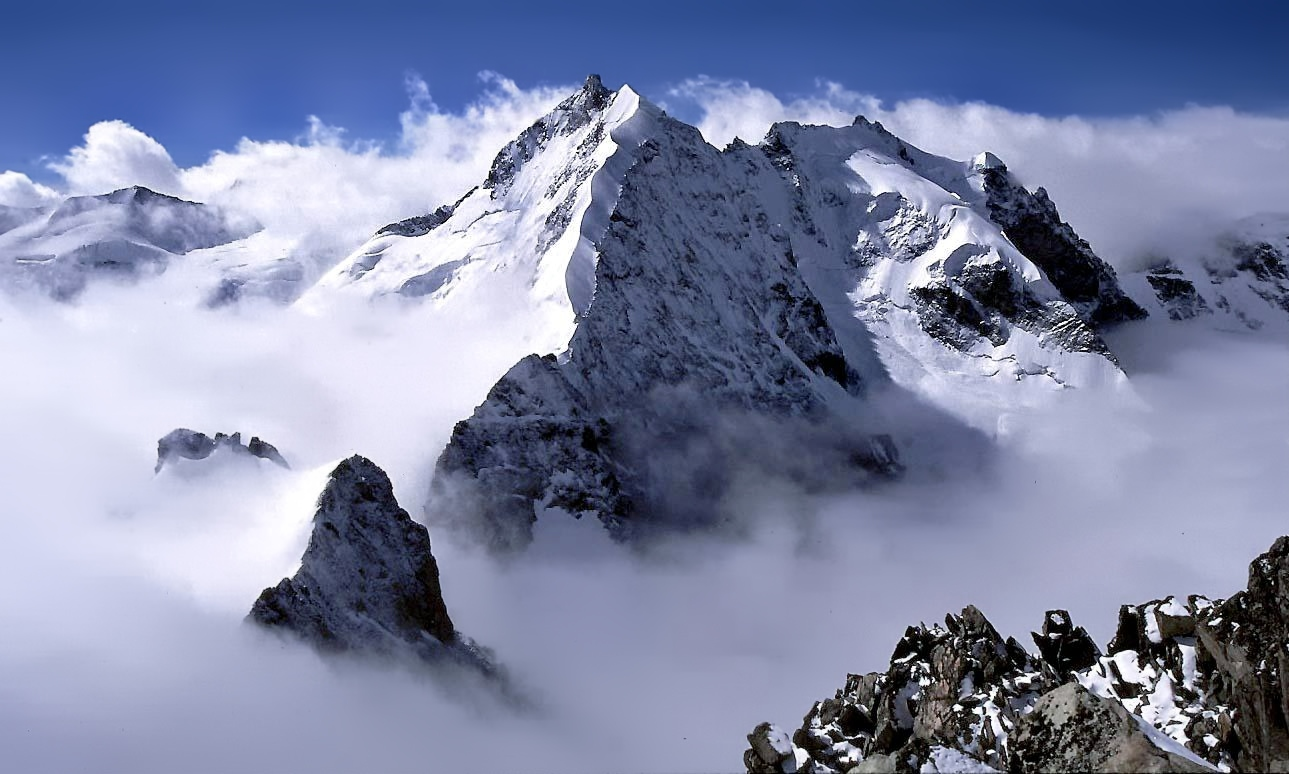
Piz Bernina vom Piz Morteratsch aus